# Хуго Риман
Карл Вилхелм Јулијус Хуго Риман (Зондерсхаузен, 18. јул 1849 — 10. јул 1919, Лајпциг, Вајмарска република) био је немачки музички теоретичар, педагог, историчар музике и музички лексикограф. Нарочито је познат по "Римановом музичком лексикону" (Riemann Musiklexikon), који и данас слови за једну од најпризнатијих енциклопедија на пољу музичке теорије и историје музике.

## Биографија

### Младост
Прво музичко образовање Риман је добио од свог оца, Роберта (1824-1896), земљопоседника, који се аматерски занимао за ову уметност. У кући Роберта Римана често су приређивани концерти, на којима су се понекад чак изводиле и опере. Риманов први наставник теорије био је локални капел-мајстор Хајнрих Франкенбергер, а приватну обуку добио је и од Аугуста Бартела, Хартлеба, али и Листовог ученика Теодора Рацгебера. Риман је похађао гимназију у Зондерхаузену и Арнштату, као и манастирску школу у Рослебену, где је добио подуку из хуманистичких наука (класичних језика и литературе). Упркос дотадашњем званичном образовању, озбиљно разматра да се посвети професионалним бављењем музиком.

### Студије
Риман је од 1869. године студирао право, германистику и историју у Берлину. На наговор историчара уметности Вилхелма Шерера, почиње да се бави културологијом. Исте године, отпочиње студије филозофије у Тибингену код Кристофа фон Зигварта, историје код Јулијуса Вајцзекера, историје уметности код Куглера и естетике код Карла Рајнхолда фон Кестлина. Током студија, упознаје се са тада најзначајнијим књигама из области музичке хармоније на немачком говорном подручју: "Хармонским системом" (System der Harmonik) Морица Хауптмана и "Науком о тонским доживљајима" (Lehre von den Tonempfindungen). Хермана фон Хелмхолца. 1870. године, под псеудонимом Хугиберт Рис објављује прве озбиљне теоријске радове у "Новом музичком магазину" (Neue Zeitschrift für Musik), на тему композиција Рихарда Вагнера и Гаспареа Спонтинија. На овај начин наставља са објављивањем чланака до 1872. године. 
После окончања француско-пруског рата, у коме је учествовао, дефинитивно одлучује да се професионално бави музиком. Стога уписује студије на Конзерваторијуму Универзитета у Лајпцигу, где похађа теоријску наставу код Ернста Фридриха Рихтера, композицију код Карла Рајнекеа и историју музике код Оскара Паула, хегелијанца, који одбацује Риманову докторску дисертацију. Стога, исте године, пријављује рад под називом "О музичком слуху" (Über das musikalische Hören) на Универзитету у Гетингену код филозофа Рудолфа Хермана Лоцеа и наставника музике Едуарда Кригера, који га прихватају, те 30. новембра 1873. године постаје доктор наука.

### Професионални развој
Последњих година живота доживљава два мождана удара, те бива везан за инвалидска колица. Умире у Лајпцигу 1919, у 69. години живота.

### Научни рад

#### Наслеђе
Највећи део материјалног наслеђа Хуга Римана остао је у власништву његове породице, но приликом савезничких ваздушних удара 1943. године био је већином уништен. Делови његове писмене преписке, као и забелешке његовог најстаријег сина, историчара књижевности Роберта Римана, преживели су ово бомбардовање. Риманова писма из временског периода од 1873. до 1916. године налазе се у магацину музичког издавача "C.F. Peters" при државном архиву у Лајпцигу.

## Значај
Хуго Риман спада у најзначајније музикологе уопште, те се може закључити како ниједан други музиколог после њега није извршио толики свеукупни утицај на ову науку уопште. Нарочито је заслужан за развој музичке теорије, коју је у потпуности редефинисао. Иако је за основ својих истраживања сматрао бечке класичаре, такође је подстицао и нове тенденције, за које је развијао сопствене теорије о хармонији и метрици, које су биле засноване на сазнањима из феноменолошке психологије. На пољу историје музике, Риман је окренут стилистичком размишљању.
Не постоји готово ниједна музиколошка област којој Риман није дао свој допринос.
"Риманов музички лексикон" („Der Riemann“) представља његово најзначајније дело, које је и данас један од врхунских домета на пољу музичке лексикографије.

## Дела

### Књиге и текстови
- Musikalische Logik. Hauptzüge der physiologischen und psychologischen Begründung unseres Musik-systems (Leipzig, 1873); zugleich als Dissertation Über das musikalische Hören (1874)
- Die Hülfsmittel der Modulation (Kassel, 1875)
- Die objective Existenz der Untertöne in der Schallwelle (Kassel, 1875)
- Vademecum für den ersten Klavierunterricht (Leipzig, 1876)
- Musikalische Syntaxis. Grundriß einer harmonischen Satzbildungslehre (Leipzig, 1877)
- Studien zur Geschichte der Notenschrift (Leipzig, 1878)
- Skizze einer neuen Methode der Harmonielehre (Leipzig, 1880); ab der zweiten Auflage 1887 als Handbuch der Harmonielehre
- Die Entwickelung unserer Notenschrift (Leipzig, 1881)
- Musik-Lexikon (Leipzig, 1882); fertiggestellt und bearbeitet von Alfred Einstein (Berlin, 9. Auflage 1919; 11. Auflage 1929); als Riemann-Musik-Lexikon, 5 Bände, herausgegeben von Wilibald Gurlitt, Hans Heinrich Eggebrecht und Carl Dahlhaus (Mainz, 12. Auflage 1959-1975); 13., aktualisierte Neuauflage, 5 Bde., hrsg. von Wolfgang Ruf in Verbindung mit Annette van Dyck-Hemming (Mainz 2012)
- Die Natur der Harmonik (Leipzig, 1882)
- Elementar-Musiklehre (Hamburg, 1883)
- Neue Schule der Melodik (Hamburg, 1883)
- Vergleichende theoretisch-praktische Klavier-Schule, 3 Teile (Hamburg/St. Petersburg, 1883), vierte Auflage 1912 in Leipzig als Vergleichende Klavierschule
- Der Ausdruck in der Musik (Leipzig, 1883)
- Musikalische Dynamik und Agogik (Hamburg/St. Petersburg/Leipzig, 1884)
- Praktische Anleitung zum Phrasieren (Leipzig, 1886), mit C. Fuchs
- Opern-Handbuch (Leipzig, 1887-[1893])
- Systematische Modulationslehre als Grundlage der musikalischen Formenlehre (Hamburg, 1887)
- Katechismus der Musik (Allgemeine Musiklehre) (Leipzig, 1888), ab der 5. Auflage als Allgemeine Musiklehre (Handbuch der Musik)
- Katechismus der Musikgeschichte, 2 Teile (Leipzig 1888, 1889), ab der 5. Auflage 1914 als Abriß der Musikgeschichte
- Katechismus der Musikinstrumente (Instrumentationslehre) (Leipzig, 1888), ab der 5. Auflage als Handbuch der Musikinstrumente
- Katechismus der Orgel (Leipzig, 1888), ab der 4. Auflage als Handbuch der Orgel
- Katechismus des Klavierspiels (Leipzig, 1888), ab der 5. Auflage 1916 als Handbuch des Klavierspiels
- Lehrbuch des einfachen, doppelten und imitierenden Kontrapunkts (Leipzig, 1888)
- Wie hören wir Musik? Drei Vorträge (Leipzig, 1888)
- Katechismus der Kompositionslehre, 2 Teile (Leipzig, 1889), ab der 2. Auflage 1897 als Grundriß der Kompositionslehre
- Katechismus des Generalbaß-Spiels (Leipzig, 1889), ab der 2. Auflage 1903 als Anleitung zum Generalbaß-Spielen
- Katechismus des Musik-Diktats (Leipzig, 1889), ab der 4. Auflage 1916 als Handbuch des Musik-Diktats
- Katechismus der Fugen-Komposition, 3 Teile, Teile 1 und 2: Analyse von Johann Sebastian Bachs «Wohltemperiertem Klavier» (Leipzig, 1890/91), ab der 3. Auflage 1914-1916 als Handbuch der Fugen-Komposition, Teil 3: Analyse von Johann Sebastian Bachs «Kunst der Fuge» (Leipzig, 1894), ab der 2. Auflage 1917 als dasselbe
- Katechismus der Harmonielehre (Leipzig, 1890), ab der 2. Auflage 1900 als Katechismus der Harmonie- und Modulationslehre, ab der 5. Auflage 1913 als Handbuch der Harmonie- und Modulationslehre
- Katechismus der Musik-Ästhetik (Wie hören wir Musik?) (Leipzig, 1890), ab der 2. Auflage 1903 als Wie hören wir Musik? Grundlinien der Musik-Ästhetik
- Katechismus der Phrasierung (Leipzig, 1890) mit C. Fuchs, ab der 2. Auflage 1900 als Vademecum der Phrasierung, in der 8. Auflage als Handbuch der Phrasierung
- Katechismus der Akustik (Musikwissenschaft) (Leipzig, 1891), ab der 2. Auflage 1914 als Handbuch der Akustik
- Katechismus der Gesangskomposition (Leipzig, 1891), die 3. Auflage 1921 als Handbuch der Gesangskomposition
- Vereinfachte Harmonielehre (London/New York, 1893)
- Präludien und Studien, 5 Bände, Band 1 (Frankfurt/Main, 1895), Band 2/3 (Leipzig, 1900/1901), Band 4/5 Druck in Vorbereitung (herausgegeben von Robert Schmitt-Scheubel/Rudolph Stephan/Helga de la Motte-Haber)
- Notenschrift und Notendruck (Leipzig, 1896)
- Geschichte der Musiktheorie im IX.-XIX. Jahrhundert (Berlin, 1898)
- Die Elemente der musikalischen Ästhetik (Berlin/Stuttgart, 1900)
- Epochen und Heroen der Musikgeschichte, in: Spemanns goldenes Buch der Musik, herausgegeben unter Mitwirkung von K. Grunsky u. a. (Berlin/Stuttgart, 1900)
- Geschichte der Musik seit Beethoven (1800-1900) (Berlin/Stuttgart, 1900)
- Anleitung zum Partiturspiel (Leipzig, 1902)
- Große Kompositionslehre, 3 Bände, Band 1: Der homophone Satz (Berlin/Stuttgart, 1902), Band 2: Der polyphone Satz (Berlin/Stuttgart, 1903), Band 3: Der Orchestersatz und der dramatische Gesangstil (Stuttgart, 1913)
- Katechismus der Orchestrierung (Leipzig, 1902), ab der 3. Auflage 1919 als Handbuch der Orchestrierung
- System der musikalischen Rhythmik und Metrik (Leipzig, 1903)
- Handbuch der Musikgeschichte, 2 Bände in 5 Teilen, Teil 1,1: Die Musik des klassischen Altertums (Leipzig, 1904), Teil 1,2: Die Musik des Mittelalters (Leipzig, 1905), Teil 2,1: Das Zeitalter der Renaissance (Leipzig 1907), Teil 2,2: Das Generalbasszeitalter (Leipzig, 1912), Teil 2,3: Die Musik des 18. und 19. Jh. (Leipzig, 1913)
- Elementar-Schulbuch der Harmonielehre (Leipzig, 1906)
- Normal-Klavierschule für Anfänger (Leipzig, 1906)
- Verloren gegangene Selbstverständlichkeiten in der Musik des 15-16. Jh. (Langensalza, 1907)
- Grundriß der Musikwissenschaft (Leipzig, 1908)
- Kleines Handbuch der Musikgeschichte (Leipzig, 1908)
- Johannes Brahms und die Theorie der Musik (München, 1909)
- Spontane Phantasietätigkeit und verstandesmäßige Arbeit in der tonkünstlerischen Produktion (Leipzig, 1909)
- Studien zur byzantinischen Musik, 2 Teile, Teil 1: Die byzantinische Notenschrift im 10. bis 15. Jh. (Leipzig, 1909), Teil 2: Neue Beiträge zur Lösung der Probleme der byzantinischen Notenschrift (Leipzig 1915)
- Die Beck-Aubry’sche «modale Interpretation» der Troubadourmelodien, in SIMG 11, 1909/1910
- Beethovens Prometheus-Musik. Ein Variationenwerk, in: Die Musik 9, 1909/10
- «Basso ostinato» und «Basso quasi ostinato», in: Festschrift R. von Liliencron, 1910
- Beethovens Streichquartette (Berlin/Wien, 1910)
- Johann Stamitzs Melodik, in: Neue Musik-Zeitung 31, 1910
- Kompendium der Notenschriftkunde (Regensburg, 1910)
- 6 Streichquartette von Franz Xaver Richter, in: Blätter für Haus- und Kirchenmusik 15, 1910/1911
- John Playford’s Division Violin und Michel Farinelli’s Folies d’Espagne, in: Die Musik 10, 1910/1911
- Wann machte Händel die Bekanntschaft Steffanis?, in: Merker 2, 1910/1911
- Giebt es Doppel-Harmonien?, in: Festschrift F. Pedrell, Tortosa, 1911
- Der «Basso ostinato» und die Anfänge der Kantate, in: SIMG 13, 1911/12
- Stumpf's «Konkordanz und Dikordanz», in: ZIMG 13, 1911/1912
- Tonhöhenbewußtsein und Intervallurteil, in: ZIMG 13, 1911/1912
- Musikgeschichte in Beispielen (Leipzig, 1912)
- Die rhythmische Struktur der Basses dances der Handschrift 9085 der Brüsseler Kgl. Bibliothek, in: SIMG 14, 1912/1913
- Eine siebensätzige Tanzsuite von Monteverdi vom J.1607, in: SIMG 14, 1912/1913
- Die Taktfreiheiten in Brahms’ Liedern, in: Die Musik 12, 1912/1913
- Τε Τα Τη Τω und NoEANe, in: ZIMG 14, 1912/1913
- Γιγνόμενον und Γεγονός beim Musikhören. Ein aristoxenischer Beitrag zur modernen Musikästhetik (Berlin, 1913)
- Gedehnte Schlüsse im Tripeltakt der Altklassiker, in: ZIMG 15, 1913/14
- Das begleitete Kunstlied im 14. Jh., 1914/1915
- Ideen zu einer «Lehre von den Tonvorstellungen», in: JbP 21/22, 1914/15
- Folkloristische Tonalitätsstudien, Teil 1: Pentatonik und tetrachordale Melodik (Leipzig, 1916)
- Neue Beiträge zu einer Lehre von den Tonvorstellungen, in:JbP 23, 1916
- L. van Beethovens sämtliche Klavier-Solosonaten, 3 Teile (Berlin, 1918, 1919, 1919)
- Die Phrasierung im Lichte einer Lehre von den Tonvorstellungen, in: ZfMw 1, 1918/19

### Тумачења дела и музички водичи
- Ludwig van Beethoven, Streichquartett Es-Dur op.127
- Ludwig van Beethoven, Streichquartett B-Dur op.130, Streichquartett-Fuge B-Dur op.133
- Ludwig van Beethoven, Streichquartett cis-Moll op.131
- Ludwig van Beethoven, Streichquartett a-Moll op.132
- Ludwig van Beethoven, Streichquartett F-Dur op.135
- Johannes Brahms, 3. Symphonie F-Dur op.90
- Johannes Brahms, 4. Symphonie e-Moll op.98
- P.I.Čajkovskij, Symphonie «Manfred» h-Moll op.58
- P.I.Čajkovskij, 6.Symphonie «Pathétique» h-Moll op.74
- Felix Mendelssohn Bartholdy, «Lobgesang» op.52
- Nikolai Andrejewitsch Rimski-Korsakow, «Scheherazade» op.35
- Robert Schumann, 4. Symphonie d-Moll op.120
- Robert Volkmann, 1 Symphonie d-Moll op.44
- Robert Volkmann, 2. Symphonie B-Dur op.53
- Richard Wagner, «Huldigungsmarsch» WWV 97
- Richard Wagner, «Kaisermarsch» WWV 104

### Обраде и преводи
- A. F. Christiani, The Principles of Expression in Pianoforte Playing (New York, 1885), als: Das Verständnis im Klavierspiel (Leipzig, 1886)
- F. A. Gevaert, Nouveau traité d´instrumentation (Paris/Brüssel, 1885), als: Neue Instrumenten-Lehre (Leipzig, 1887)
- F. A. Gevaert, Les Origines du chant liturgique de l´église latin (Gent, 1890), als:Der Ursprung des röm. Kirchengesanges (Leipzig, 1891)
- A. B. Marx, Die Lehre von der musikalischen Komposition, 4 Teile, bearbeitet von Hugo Riemann
- G. Morphy, Les Luthistes espagnols du XVIe siècle (Die spanischen Lautenmeister des 16. Jh.) (französisch-deutsch), 2 Teile, 1902
- J.-Ph. Rameau, De la mécanique des doigts sur le clavessin (1724), deutsch im Aufsatz: J. Ph. Rameau als Klavierpädagoge (Leipzig, 1889), in: H. Riemann, Präludien und Studien, Band 2 (1900)
- A. W. Thayer, Ludwig van Beethovens Leben, 5 Bände, deutsch bearbeitet von H. Deiters, revidiert, bearbeitet und herausgegeben von H. Riemann
- Ch.-M. Widor, Technique de l´orchestre moderne (Paris/Brüssel, 1904), als: Die Technik des modernen Orchesters (Leipzig, 1904)